# Passion fatale
Pour les articles homonymes, voir Passion fatale (homonymie).
Pour plus de détails, voir Fiche technique et Distribution.
Passion fatale (The Great Sinner) est un film américain en noir et blanc réalisé par Robert Siodmak, sorti en 1949, avec Gregory Peck et Ava Gardner, sur un scénario de Ladislas Fodor, Christopher Isherwood et René Fülöp-Miller d'après le roman autobiographique Le Joueur de Féodor Dostoïevski.

## Synopsis
Dans les années 1860, lors du long trajet menant Fédor, un jeune écrivain russe, de Moscou à Paris, une jeune fille, Pauline Ostrovski, monte lors d'une étape dans son compartiment. Il en tombe immédiatement éperdument amoureux, bien que cette dernière descende à Wiesbaden pour retrouver son père, le général Ostrovski. Fédor décide alors, d'interrompre son voyage, guidé par l'irrésistible élan de son cœur, dans le seul but de retrouver la belle ayant captivé son regard depuis son apparition. À la nuit tombée, il découvre que tous les deux sont tous les soirs au casino, joueurs invétérés. Le général est quasiment ruiné et se voit « vendre » sa propre fille au directeur du casino, Armand de Glasse pour acquitter ses dettes. L'écrivain mu dans un premier temps par le désir de libérer la belle de ses traites, voulant l'empêcher à tout prix d'épouser son créancier, décide en dernier recours de tenter sa chance à la roulette, mais bascule vite à son tour dans l'enfer du jeu, après avoir réussi à faire sauter la banque et proposé à Pauline et son père d'acquitter leurs dettes, porté par une martingale inespérée finissant par l'abandonner le soir même, reperdant tous les gains miraculeusement amassés en se laissant tenter par un dernier tour de roulette durant l'attente de sa belle…

## Répliques
- Fédor en voix off lors de l'introduction : « Je sus que l'hiver venait de cesser quand le printemps s'invita dans le compartiment sous les traits d'un ange ».

## Fiche technique
- Titre : Passion fatale
- Titre original : The Great Sinner
- Réalisation : Robert Siodmak
- Scénario : Ladislas Fodor, Christopher Isherwood et René Fülöp-Miller, d'après le roman Le Joueur de Fiodor Dostoïevski (non crédité)
- Production : Gottfried Reinhardt
- Société de production et de distribution : Metro-Goldwyn-Mayer
- Photographie : George J. Folsey
- Cadreur : Robert J. Bronner (non crédité)
- Montage : Harold F. Kress
- Musique : Bronisław Kaper
- Direction artistique : Cedric Gibbons et Hans Peters
- Décors : Edwin B. Willis
- Costumes : Irene et Valles
- Pays de production :  États-Unis
- Format : noir et blanc - 35 mm - 1,37:1 - Son : mono (Western Electric Sound System)
- Genre : Drame
- Durée : 110 minutes
- Dates de sortie : 
  - États-Unis : 29 juin 1949
  - France : 14 juillet 1950
- Affiche : Boris Grinsson (France)

## Distribution
- Gregory Peck : Fedor dit Fedja
- Ava Gardner : Pauline Ostrovsky
- Melvyn Douglas : Armand de Glasse
- Walter Huston : le général Ostrovsky
- Ethel Barrymore : la grand-mère Ostrovsky
- Frank Morgan : Aristide Pitard
- Agnes Moorehead : Emma Getzel
- Ludwig Donath : le docteur
- Curt Bois : le bijoutier
- Ludwig Stossel : le directeur de l'hôtel
- Friedrich von Ledebur : le secrétaire
- Ernö Verebes : le valet

Acteurs non crédités
- James Anderson : le jeune joueur nerveux
- André Charlot : l'homme distingué
- Jean Del Val : le troisième croupier
- Antonio Filauri : Señor Pinto
- Martin Garralaga : le Maharadjah
- Lisa Golm : une dame âgée
- Leonid Kinskey : le chef d'orchestre dans le parc
- Fred Nurney : un porteur
- Richard Simmons : un joueur
- Larry Steers : un patron de casino
- Charles Wagenheim : un joueur